# Vladimir Zworykin
Vladimir Kosmicz Zworykin (ros. Владимир Козьмич Зворыкин, Władimir Koźmicz Zworykin; ur. 30 lipca 1889 w Muromie, zm. 29 lipca 1982 w Princeton) – amerykański radiotechnik i elektronik rosyjskiego pochodzenia.
Od 1919 przebywał w USA. Wynalazca ikonoskopu (lampy analizującej) w 1930. Pracował też nad telewizją kolorową i stereoskopową oraz noktowizją i mikroskopią elektronową.